# Салау, Эбандэнс
Эбандэнс Салау (фр. Abundance Salaou; род. 5 июля 2004, Абиджан) — ивуарийский футболист, полузащитник клуба «Гётеборг».

## Клубная карьера
Футболом начал заниматься в академии «Сангаре де Кумасси». Затем выступал за молодёжную команду «АСЕК Мимозас». Весной 2022 года проходил просмотр в шведском «Гётеборге». После достижения Салау восемнадцатилетнего возраста, шведский клуб получил возможность заключить с ним контракт. В августе того же года подписал контракт, рассчитанный на четыре с половиной года. 28 августа дебютировал в чемпионате Швеции. Салау вышел на поле в стартовом составе и в конце первого тайма отметился результивной передачей на Маркуса Берга.

## Клубная статистика
| Выступление      | Выступление      | Выступление      | Лига | Лига | Кубки | Кубки | Конт. кубки | Конт. кубки | Итого | Итого |
| Клуб             | Лига             | Сезон            | Игры | Голы | Игры  | Голы  | Игры        | Голы        | Игры  | Голы  |
| ---------------- | ---------------- | ---------------- | ---- | ---- | ----- | ----- | ----------- | ----------- | ----- | ----- |
| Гётеборг         | Алльсвенскан     | 2022             | 1    | 0    | 0     | 0     | 0           | 0           | 1     | 0     |
| Гётеборг         | Итого            | Итого            | 1    | 0    | 0     | 0     | 0           | 0           | 1     | 0     |
| Всего за карьеру | Всего за карьеру | Всего за карьеру | 1    | 0    | 0     | 0     | 0           | 0           | 1     | 0     |